# Souillé
Souillé är en kommun i departementet Sarthe i regionen Pays de la Loire i nordvästra Frankrike. Kommunen ligger i kantonen Ballon som tillhör arrondissementet Le Mans. År 2022 hade Souillé 822 invånare.

## Befolkningsutveckling
Antalet invånare i kommunen Souillé
| Referens: INSEE |